# Hun Solo
HUN SOLO er et prisbelønnet dansk koncertformat og musikernetværk, der har til formål at sætte fokus på kvindelige musikere og forbedre den skæve kønsbalance i musikkens verden. HUN SOLO blev grundlagt i 2016 af musikerne Kirstine Stubbe Teglbjærg og Nana Jacobi sammen med forfatter og musikformidler Anya Mathilde Poulsen. Den første HUN SOLO-koncert fandt sted den 8. marts 2016 på Kvindernes Internationale Kampdag.
HUN SOLO arrangerer koncerter med skiftende line-ups af musikere, der hver spiller et sæt på cirka 20 minutter. Oftest medvirker fem artister ved en HUN SOLO-koncert, og indtil nu har mere end 80 forskellige kunstnere været præsenteret ved HUN SOLOs koncerter.
HUN SOLO har turneret i hele Danmark flere gange, spillet på bl.a Roskilde Festival (2017 og 2024), SmukFest (2017), Northside (2024), gæstet Pakistan på invitation fra Den Danske Ambassade og turneret på Færøerne og i Grønland. Ved udenlandske koncerter præsenterer HUN SOLO en lokal artist i sin besætning. Alle musikerne optræder også uden for HUN SOLOs regi. Blandt de mange artister, der har spillet med HUN SOLO, er Annika Aakjær, Dicte, Eivør, Elisabeth Gjerluff Nielsen, Fallulah, Jeanett Albeck, Kira Skov, Jenny Wilson, Lydmor, Pernille Rosendahl, Randi Laubek og Sys Bjerre.
I oktober 2018 udvidede HUN SOLO sit virke med oprettelsen af et plademærke af samme navn. Første udspil var singlen "Pige" med Nana Jacobi. Andre kunstnere på HUN SOLO Records tæller Jeanett Albeck, Sara Lew, Kirstine Stubbe-Teglbjærg og Katrine Stochholm (tidligere Under Byen).
HUN SOLO har modtaget flere priser for sit musikaktivistiske arbejde. I 2018 dels Ethel-prisen og dels Ildsjælsprisen fra Dansk Musiker Forbunds København-afdeling. I 2020 blev HUN SOLO hædret med GAFFAs ærespris, 'Tak Rock Prisen', som gives til en aktør, der har gjort en ekstraordinær indsats for dansk musik. HUN SOLO har siden været nomineret til Kulturministeriets diversitetspris 'Bodil Koch Prisen' samt live kategorien hos 'Den Hårde Tone', for deres sommersolhvervsevent på Copenhell 2024.